# 费尔达河畔格明登
费尔达河畔格明登（德語：Gemünden (Felda)），通称格明登，是德国黑森州的一个市镇。总面积55.00平方公里，总人口2852人，其中男性1399人，女性1453人（2011年12月31日），人口密度52人/平方公里。